# Rothschildpark

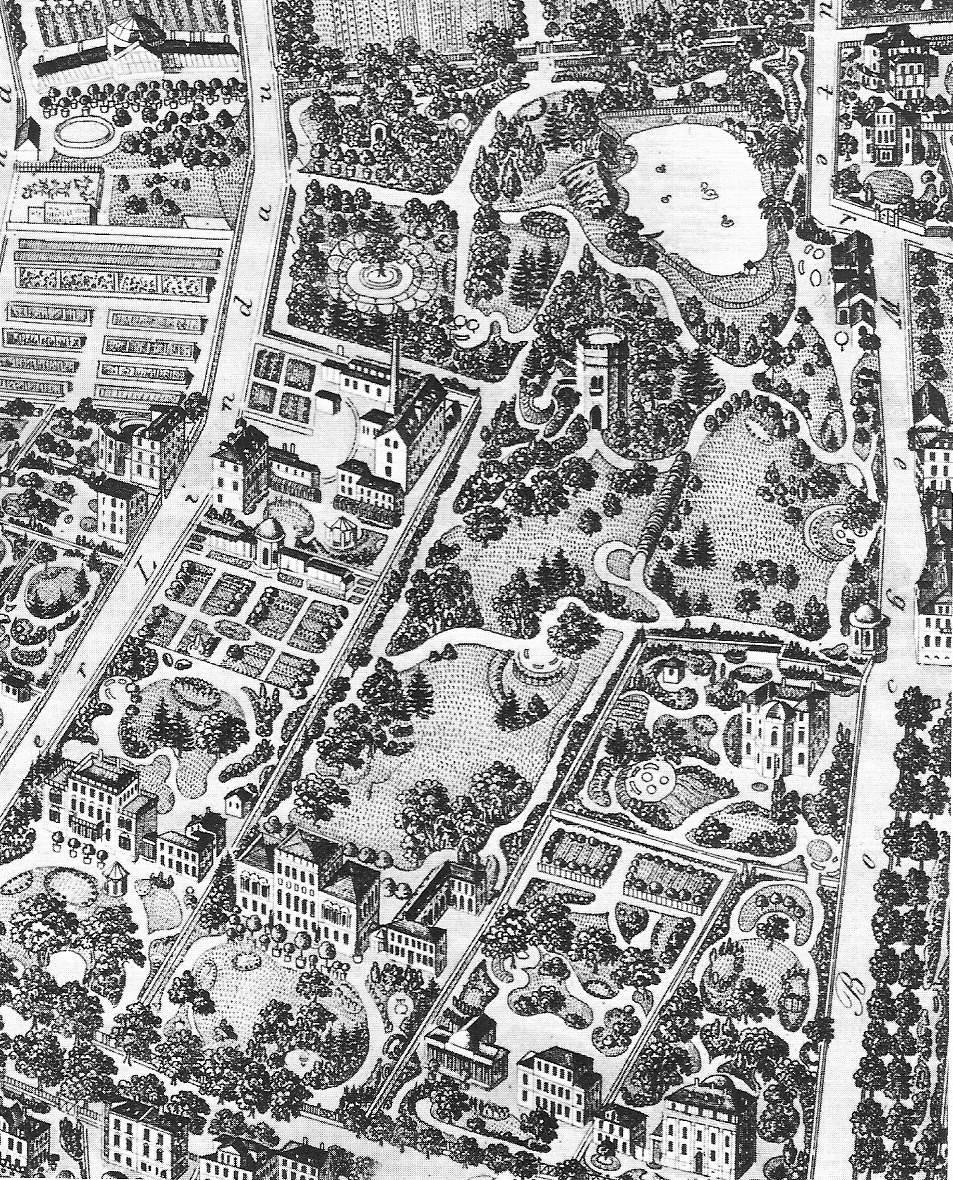
Das Rothschild-Palais mit Park auf dem Stadtplan von Friedrich Wilhelm Delkeskamp aus dem Jahr 1864

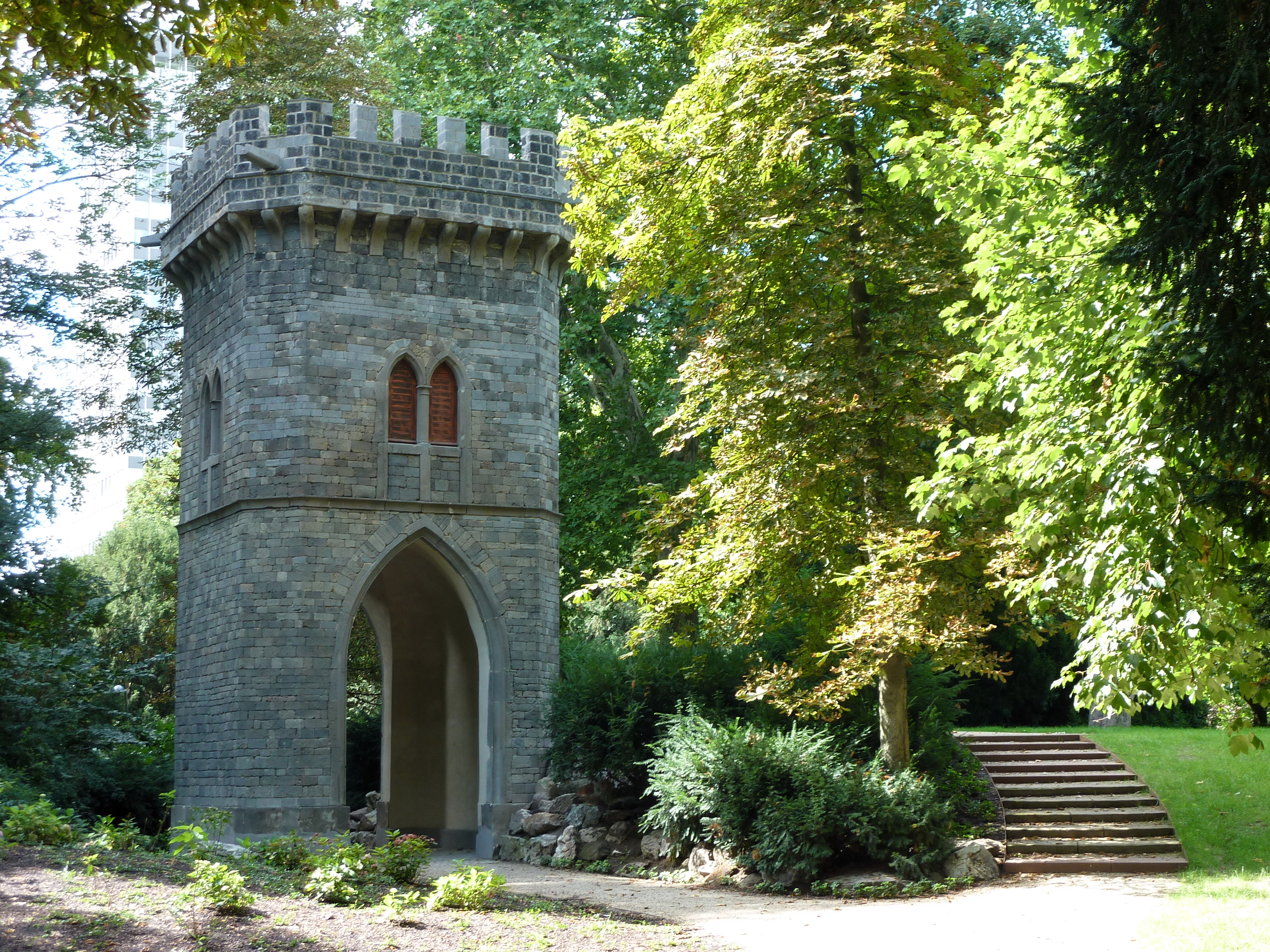
Der neugotische Zierturm aus dem 19. Jahrhundert, Ansicht von Norden

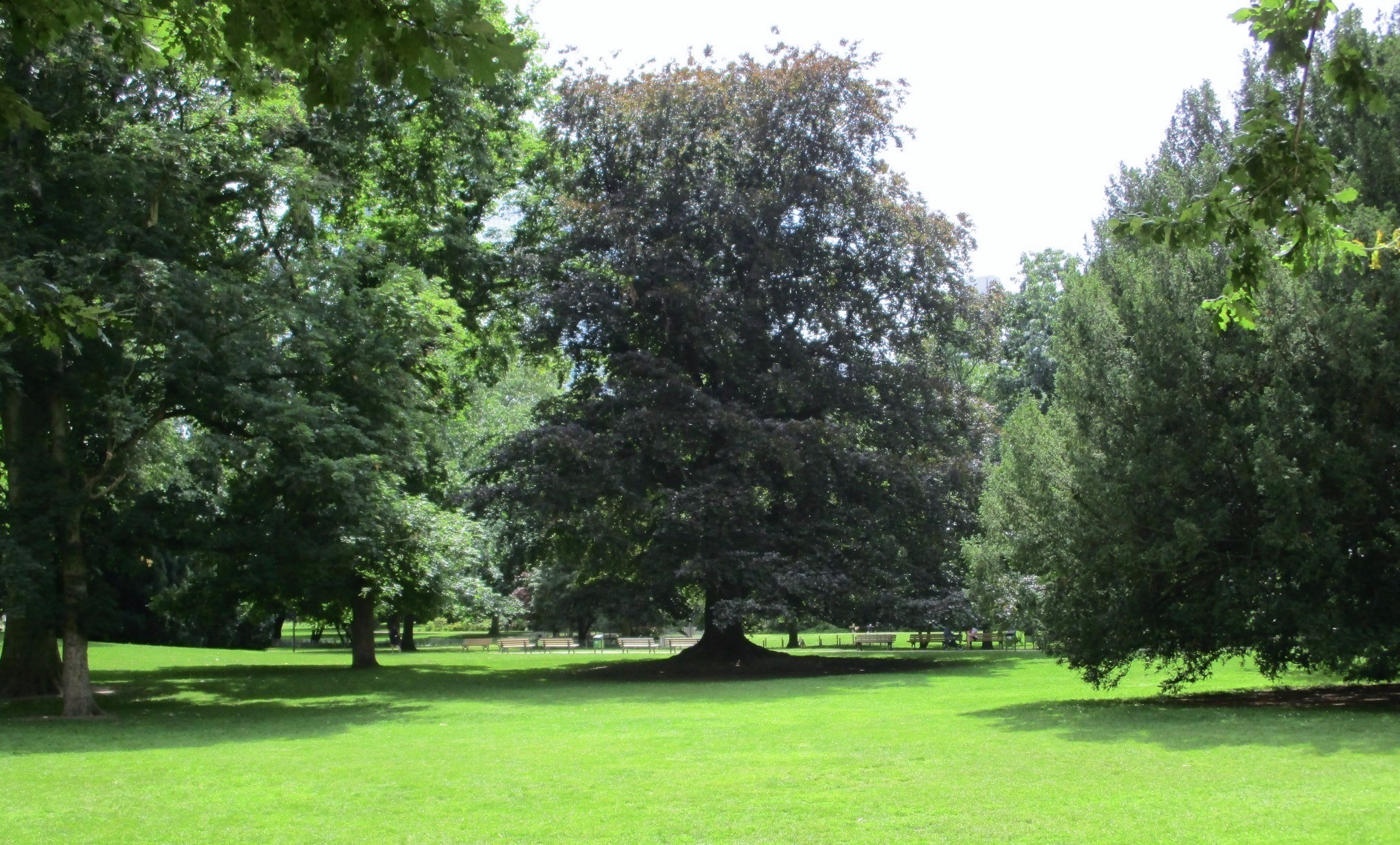
Alter Baumbestand mit einer 1850 gepflanzten Buche (Mitte).

Der Rothschildpark ist seit 1941 ein öffentlicher Park im Stadtteil Westend in Frankfurt am Main. Benannt ist er nach der Frankfurter Bankiersfamilie Rothschild, die hier im 19. Jahrhundert Grundbesitz erwarb und eines ihrer Palais mit Parkanlage bauen ließ. Der kleinere heutige Park, bis zum Jahr 2010  nach Süden erweitert, liegt nordwestlich der Alten Oper zwischen den Straßen Reuterweg und Oberlindau.

## Geschichte

### Der Park im 19. Jahrhundert
Den Anfang des Rothschildparks bildete ein im Jahr 1810 (nach anderen Quellen im Jahr 1816) von Amschel Mayer Rothschild erworbenes Landhaus mit Grundstück an der zu dieser Zeit Bockenheimer Chaussee genannten Bockenheimer Landstraße. Das Grundstück lag in einer sich am Anfang des 19. Jahrhunderts neu entwickelnden Gartenvorstadt – dem späteren Westend – unmittelbar vor dem damaligen Bockenheimer Tor und den erst ein Jahr zuvor anstelle der geschleiften Frankfurter Stadtbefestigung eingerichteten Frankfurter Wallanlagen. Erste Erweiterungspläne für das Landhaus, geschaffen vom Architekten Rudolf Burnitz, wurden von Rothschild wegen zu hoher Baukosten verworfen.
Beginnend im Jahr 1830, ließ die Familie Rothschild das bereits bestehende Haus durch den Frankfurter Architekten Friedrich Rumpf aufwendig zu einem Palais ausbauen. Dessen Entwurf für das Haus stand in der Tradition des klassizistisch geprägten Architekten Salins de Montfort. Ebenfalls Rumpf zugeschrieben wird der Umbau des Grundstücks zu einer Parkanlage im Stil eines englischen Landschaftsgartens ab dem Jahr 1832. Als gartenarchitektonisch schwierig erwies sich die langgestreckte Form des Grundstücks, die eine optische Vergrößerung der Anlage erschwerte. Der Park erhielt einen bis heute erhaltenen neugotischen Zierturm. Außerdem wurden ein Gewächshaus und eine Orangerie erbaut sowie im Nordteil des Parks ein Weiher angelegt, die jedoch alle nicht erhalten geblieben sind. In den Jahren 1869/1870 erweiterte Wilhelm Carl von Rothschild den Grundbesitz vor Ort durch Neuerwerbungen und ließ das Palais zum Landschloss ausbauen. Im Jahr 1891 wurde das Palais ein weiteres Mal umgebaut und der Park wurde umgestaltet.

### Entwicklung im 20. und 21. Jahrhundert

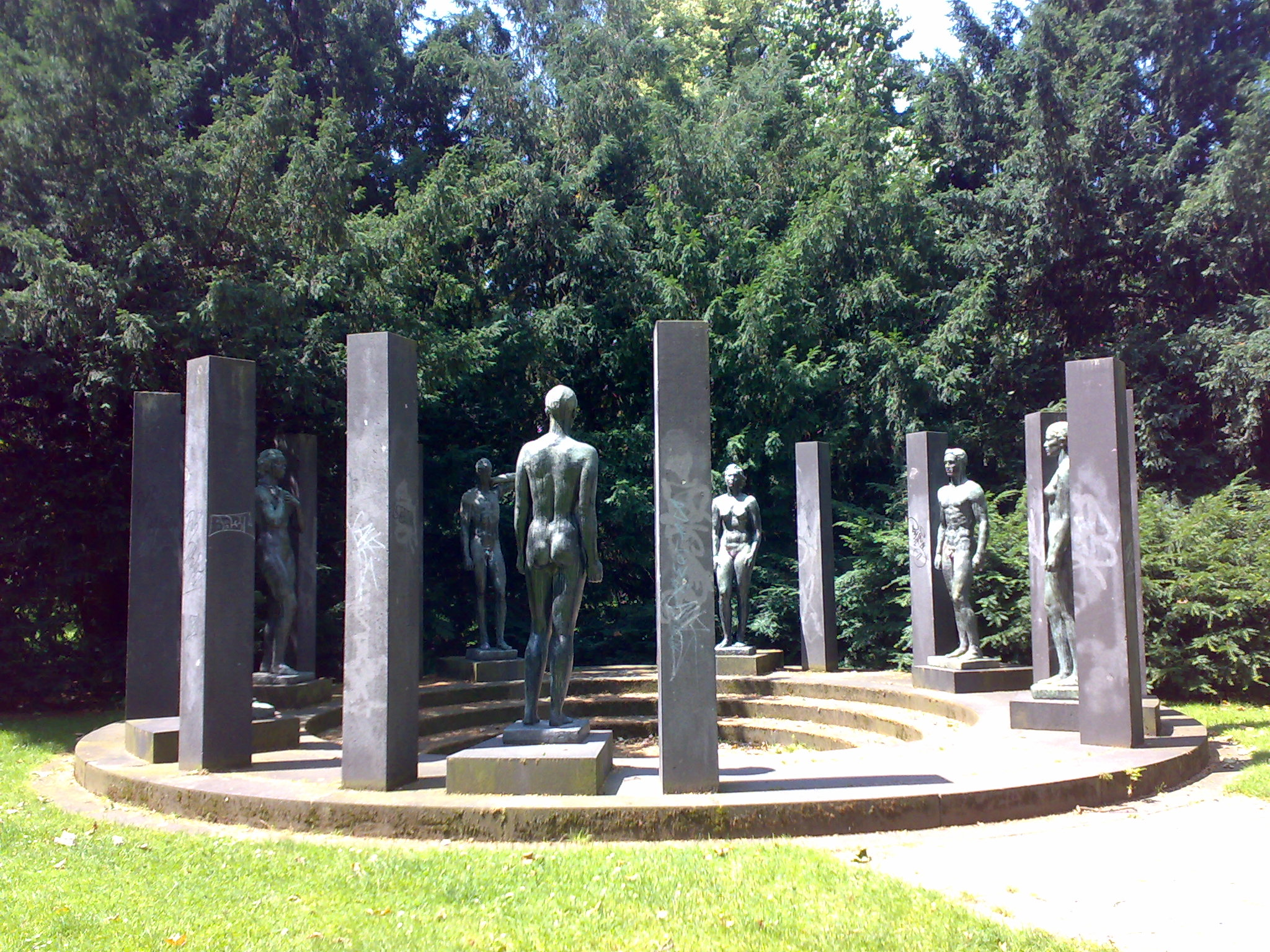
Ring der Statuen von Georg Kolbe

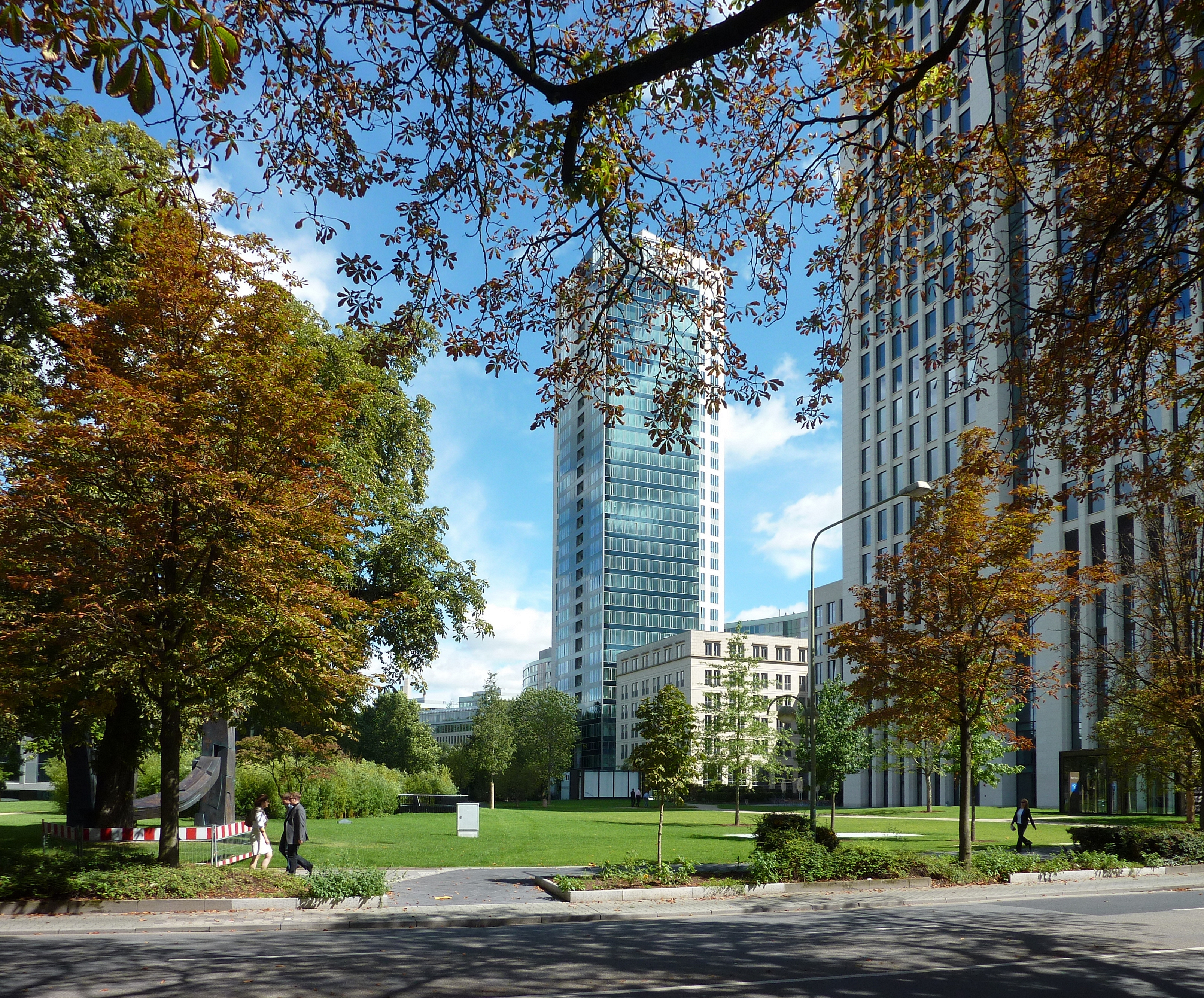
Der im Jahr 2010 neueröffnete Südzugang des Rothschildparks, Ansicht von der Bockenheimer Landstraße aus. Im Hintergrund der Park Tower, rechts der Opernturm.

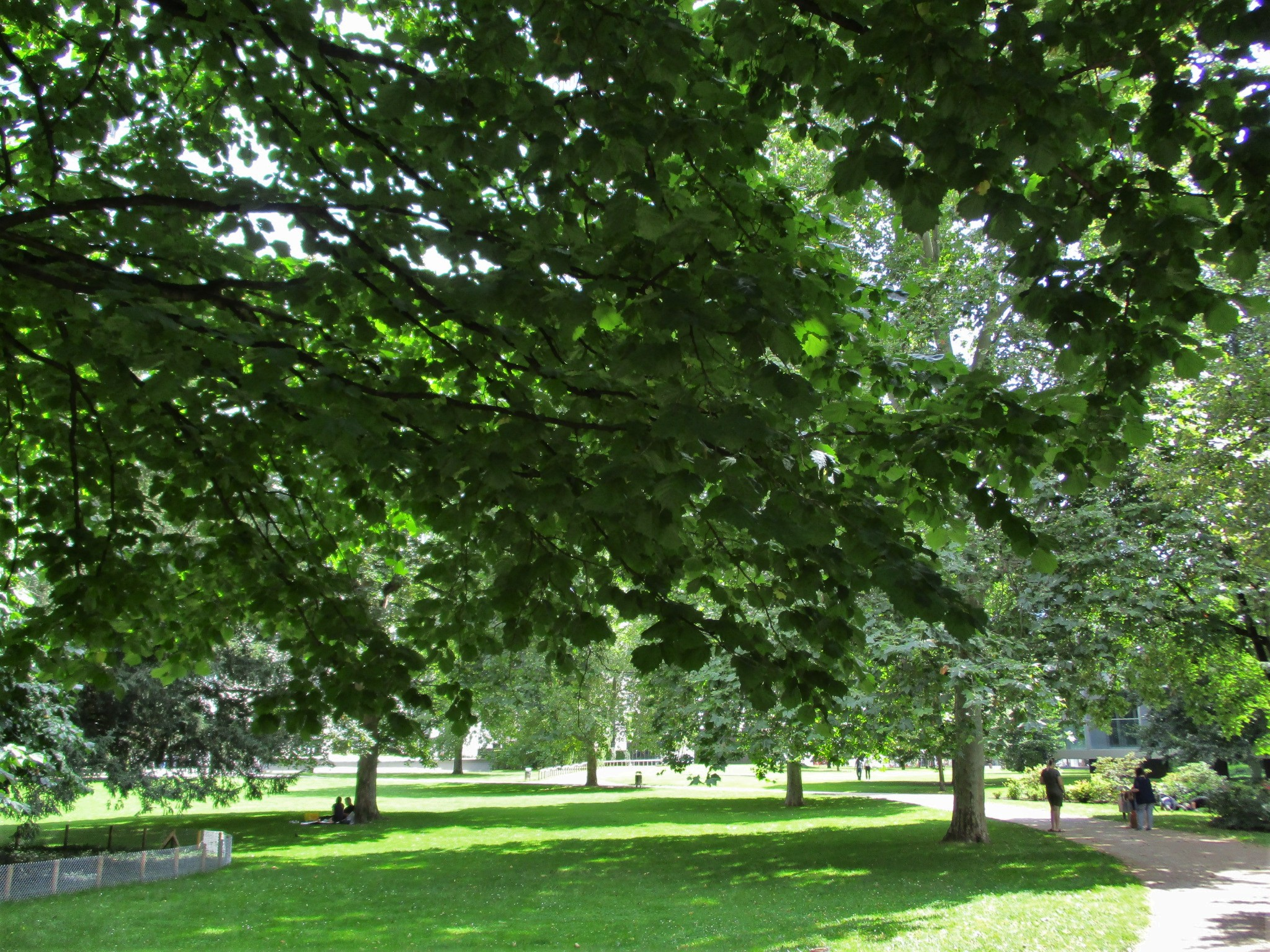
Parkansicht (2021)

Im September 1938 zwang die nationalsozialistische Stadtverwaltung den Eigentümer Maximilian von Goldschmidt-Rothschild, das Parkgelände und das Palais weit unter Wert an die Stadt zu verkaufen. Der hochbetagte Bankier durfte noch bis zu seinem Tod im Februar 1940 eine kleine Wohnung im Palais bewohnen. 1941 wurde der Park für die Öffentlichkeit geöffnet und 1943 in Wöhlerpark umbenannt (nach dem Chemiker Friedrich Wöhler, bzw. seinem Vater August Anton Wöhler). Das Datum der offiziellen Rückumbenennung in Rothschildpark konnte nicht ermittelt werden. Im Zweiten Weltkrieg wurde die Anlage schwer beschädigt. Das Rothschild-Palais wurde 1943 bei einem Luftangriff auf Frankfurt zerstört, im darauf folgenden Jahr brannte die Orangerie durch Kriegseinwirkungen nieder. Seit 1950 gehört das Grundstück der Stadt Frankfurt, die die früheren Eigentümer entschädigte und es im folgenden Jahrzehnt zugunsten neuer Baugrundstücke verkleinerte. Am Nordrand des Parks wurden auf dessen Gelände das Amerika-Haus und eine Kindertagesstätte errichtet.
Im Park steht eine Statuengruppe des Bildhauers Georg Kolbe – der 1936 konzipierte  Ring der Statuen. Die sieben überlebensgroßen Bronzefiguren nackter Menschen bilden einen Kreis, sie werden von jeweils zwei dunklen Marmorstelen flankiert. Die Figuren heißen Junges Weib, Hüterin, Auserwählte, Amazone, Herabschreitender, Stehender Jüngling und Sinnender. Die Statuengruppe war 1941 von der Stadt Frankfurt angekauft worden und sollte im damaligen Wöhlerpark aufgestellt werden. Zur Aufstellung kam es jedoch erst 1951.
Entlang der Bockenheimer Landstraße entstand von 1958 bis 1960 das 68 Meter hohe Zürich-Haus, das zu den ersten Hochhäusern Frankfurts gehörte. 1972 kam das SGZ-Hochhaus am Reuterweg hinzu, das damals für kurze Zeit das höchste Hochhaus Frankfurts war. Für diesen Bau wurde der Weiher des Parks zugeschüttet, und mehrere 120 Jahre alte Platanen im Park wurden gefällt.
Im Jahr 2002 wurde das 19-stöckige Zürich-Haus abgerissen. Auf dem Gelände entstand von 2007 bis 2009 der 170 Meter hohe Opernturm. Dabei wurde bis zum Jahr 2010 der ursprüngliche Parkzugang von der Bockenheimer Landstraße aus neu eingerichtet, ein weiterer Zugang von der Ostseite geschaffen und die Parkfläche um ca. 5.500 Quadratmeter für eine Baugenehmigung vergrößert. Der Park mit altem Baumbestand erhielt einen Kinderspielplatz. An das im Krieg zerstörte Rothschild-Palais erinnert ein Denkmal im neugestalteten südlichen Teil des Parks, das einen Teil des Grundrisses des Hauses nachbildet und zu dem eine Sandstein-Stele aus dem Jahr 1878 mit dem Wappen von Amschel Mayer Rothschild gehört. An der nordöstlichen Ecke des Parks, im ehemaligen Amerika-Haus, liegt heute die Frankfurter Niederlassung des spanischen Kulturinstituts Instituto Cervantes.